# Ministerium für Landwirtschaft, Forsten und Fischerei

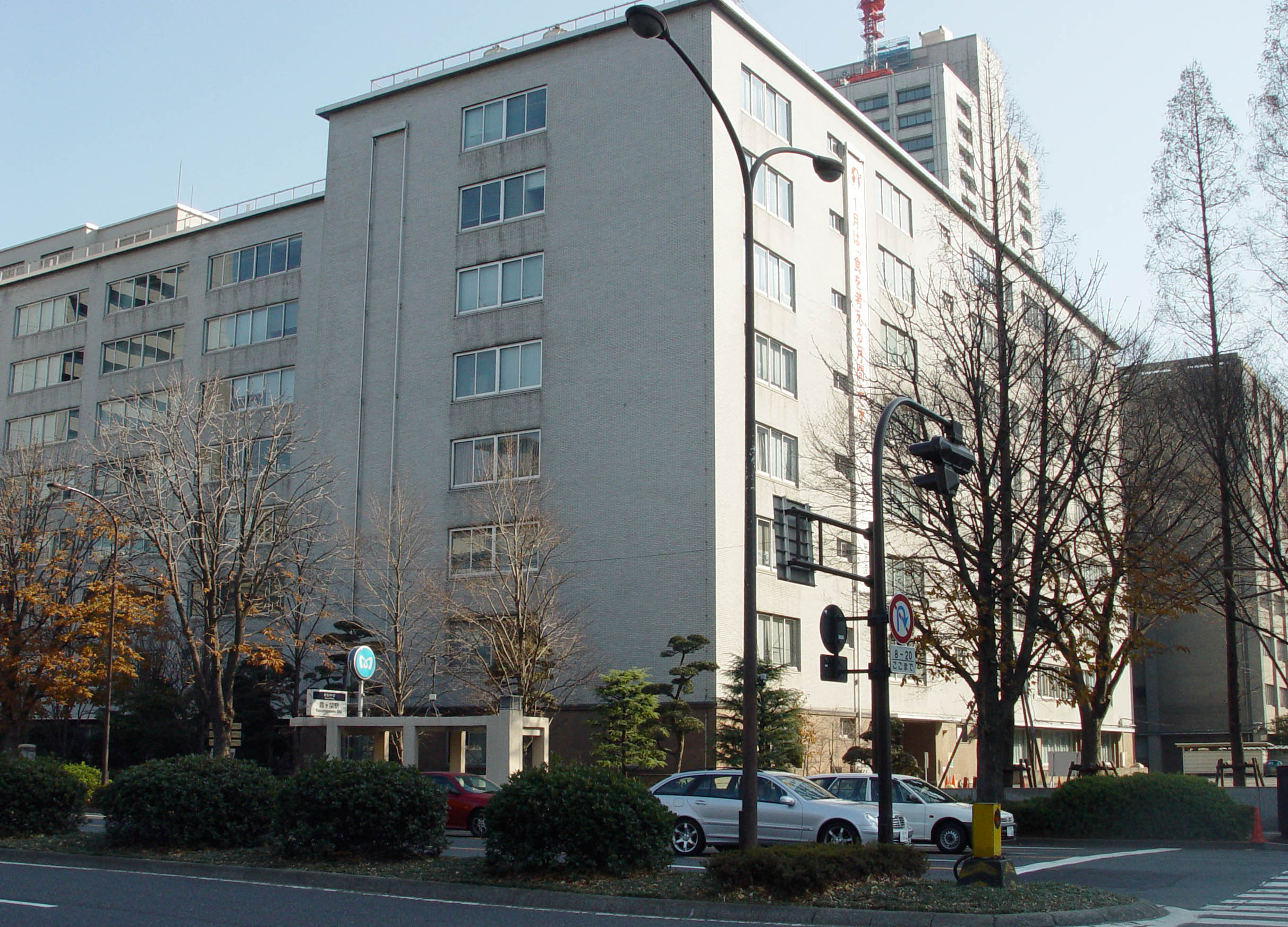
Amtssitz des MAFF in Kasumigaseki, Chiyoda-ku

Das japanische Ministerium für Landwirtschaft, Forstwirtschaft und Fischerei (農林水産省, Nōrin-suisan-shō, englisch Ministry of Agriculture, Forestry and Fisheries, kurz: MAFF) ist ein Ministerium mit Kabinettsrang. Das Aufgabenfeld ist Land- und Forstwirtschaft, Viehzucht und Fischerei sowie für Lebensmittelsicherheit und Verbraucherschutz sowie für Landgewinnungsprojekte zuständig.
Es gliedert sich in das Sekretariat des Ministers und fünf Sachabteilungen. Außerdem sind ihm die Forstbehörde (林野庁, Rin’ya-chō) und die Fischereibehörde (水産庁, Suisan-chō) zugeordnet. Im Fiskaljahr 2006 verfügte das MAFF mit seinen Regionalbüros und zugeordneten Behörden insgesamt über ein reguläres Budget von 2,8 Billionen Yen (rund 16,8 Mrd. Euro, Stand 2006).
1881 wurde das Ministerium für Landwirtschaft und Handel (農商務省, Nōshōmu-shō) gegründet. 1925 wurde es in ‚Ministerium für Land- und Forstwirtschaft‘ umbenannt (農林省, Nōrin-shō) und die Zuständigkeit für den Handel in ein eigenes Ministerium ausgegliedert. 1978 erhielt es schließlich seinen heutigen Namen.

## Minister (農林水産大臣,nōrin-suisan-daijin)
| #  | Name                                  | Kanji                      | Kabinett                                                    | Amtsantritt   | Partei                      |
| -- | ------------------------------------- | -------------------------- | ----------------------------------------------------------- | ------------- | --------------------------- |
| 01 | Ichirō Nakagawa                       | 中川 一郎                  | Takeo Fukuda (Umbildung)                                    | 5. Juli 1978  | Liberaldemokratische Partei |
| 02 | Michio Watanabe                       | 渡邉 美智雄                | Ōhira I                                                     | 7. Dez. 1978  | Liberaldemokratische Partei |
| 03 | Kabun Mutō                            | 武藤 嘉文                  | Ōhira II                                                    | 9. Nov. 1979  | Liberaldemokratische Partei |
| 04 | Takao Kameoka                         | 亀岡 高夫                  | Suzuki                                                      | 17. Juli 1980 | Liberaldemokratische Partei |
| 05 | Kichirō Tazawa                        | 田澤 吉郎                  | Suzuki (Umbildung)                                          | 30. Nov. 1981 | Liberaldemokratische Partei |
| 06 | Iwazō Kaneko                          | 金子 岩三                  | Nakasone I                                                  | 27. Nov. 1982 | Liberaldemokratische Partei |
| 07 | Shinjirō Yamamura                     | 山村 新治郎                | Nakasone II                                                 | 27. Dez. 1983 | Liberaldemokratische Partei |
| 08 | Moriyoshi Satō                        | 佐藤 守良                  | Nakasone II (1. Umbildung)                                  | 1. Nov. 1984  | Liberaldemokratische Partei |
| 09 | Tsutomu Hata                          | 羽田 孜                    | Nakasone II (2. Umbildung)                                  | 28. Dez. 1985 | Liberaldemokratische Partei |
| 10 | Katō Mutsuki                          | 加藤 六月                  | Nakasone III                                                | 22. Juli 1986 | Liberaldemokratische Partei |
| 11 | Takashi Satō                          | 佐藤 隆                    | Takeshita                                                   | 6. Nov. 1987  | Liberaldemokratische Partei |
| 12 | Tsutomu Hata                          | 羽田 孜                    | Takeshita (Umbildung)                                       | 27. Dez. 1988 | Liberaldemokratische Partei |
| 13 | Hisao Horinouchi                      | 堀之内 久男                | Uno                                                         | 3. Juni 1989  | Liberaldemokratische Partei |
| 14 | Michihiko Kano                        | 鹿野 道彦                  | Kaifu I                                                     | 10. Aug. 1989 | Liberaldemokratische Partei |
| 15 | Tomio Yamamoto                        | 山本 富雄                  | Kaifu II                                                    | 28. Feb. 1990 | Liberaldemokratische Partei |
| 16 | Motoji Kondō                          | 近藤 元次                  | Kaifu II (Umbildung)                                        | 29. Dez. 1990 | Liberaldemokratische Partei |
| 17 | Masami Tanabu                         | 田名部 匡省                | Miyazawa                                                    | 5. Nov. 1991  | Liberaldemokratische Partei |
| 17 | Masami Tanabu                         | 田名部 匡省                | Miyazawa (Umbildung)                                        | 12. Dez. 1992 | Liberaldemokratische Partei |
| 18 | Kiichi Miyazawa                       | 宮澤 喜一                  | Miyazawa (Umbildung)                                        | 4. Aug. 1993  | Liberaldemokratische Partei |
| 19 | Eijirō Hata                           | 畑 英次郎                  | Hosokawa                                                    | 9. Aug. 1993  | Erneuerungspartei           |
| –  | Tsutomu Hata (kommissarisch)          | 羽田 孜                    | Hata                                                        | 28. Apr. 1994 | Erneuerungspartei           |
| 20 | Katō Mutsuki                          | 加藤 六月                  | Hata                                                        | 28. Apr. 1994 | Erneuerungspartei           |
| 21 | Taichirō Ōgawara                      | 大河原 太一郎              | Murayama                                                    | 30. Juni 1994 | Liberaldemokratische Partei |
| 22 | Hōsei Norota                          | 野呂田 芳成                | Murayama (Umbildung)                                        | 8. Aug. 1995  | Liberaldemokratische Partei |
| 23 | Ichizō Ōhira                          | 大原 一三                  | Hashimoto I                                                 | 11. Jan. 1996 | Liberaldemokratische Partei |
| 24 | Takao Fujimoto                        | 藤本 孝雄                  | Hashimoto II                                                | 7. Nov. 1996  | Liberaldemokratische Partei |
| 25 | Ihei Ochi                             | 越智 伊平                  | Hashimoto II (Umbildung)                                    | 11. Sep. 1997 | Liberaldemokratische Partei |
| 26 | Yoshinobu Shimamura                   | 島村 宣伸                  | Hashimoto II (Umbildung)                                    | 26. Sep. 1997 | Liberaldemokratische Partei |
| 27 | Shōichi Nakagawa                      | 中川 昭一                  | Obuchi                                                      | 30. Juli 1998 | Liberaldemokratische Partei |
| 27 | Shōichi Nakagawa                      | 中川 昭一                  | Obuchi (1. Umbildung)                                       | 14. Jan. 1999 | Liberaldemokratische Partei |
| 28 | Tokuichirō Tamazawa                   | 玉澤 徳一郎                | Obuchi (2. Umbildung)                                       | 5. Okt. 1999  | Liberaldemokratische Partei |
| 29 | Tokuichirō Tamazawa                   | 玉澤 徳一郎                | Mori I                                                      | 5. Apr. 2000  | Liberaldemokratische Partei |
| 30 | Yōichi Tani                           | 谷 洋一                    | Mori II                                                     | 4. Juli 2000  | Liberaldemokratische Partei |
| 31 | Yoshio Yatsu                          | 谷津 義男                  | Mori II (Umbildung)                                         | 5. Dez. 2000  | Liberaldemokratische Partei |
| 32 | Yoshio Yatsu                          | 谷津 義男                  | Mori II (Umbildung) (Restrukturierung der Zentralregierung) | 6. Jan. 2001  | Liberaldemokratische Partei |
| 33 | Tsutomu Takebe                        | 武部 勤                    | Koizumi I                                                   | 26. Apr. 2001 | Liberaldemokratische Partei |
| 34 | Tadamori Ōshima                       | 大島 理森                  | Koizumi I (1. Umbildung)                                    | 30. Sep. 2002 | Liberaldemokratische Partei |
| 35 | Yoshiyuki Kamei                       | 亀井 善之                  | Koizumi I (1. Umbildung)                                    | 1. Apr. 2003  | Liberaldemokratische Partei |
| 35 | Yoshiyuki Kamei                       | 亀井 善之                  | Koizumi I (2. Umbildung)                                    | 22. Sep. 2003 | Liberaldemokratische Partei |
| 36 | Yoshiyuki Kamei                       | 亀井 善之                  | Koizumi II                                                  | 19. Nov. 2003 | Liberaldemokratische Partei |
| 37 | Yoshinobu Shimamaura                  | 島村 宣伸                  | Koizumi II (Umbildung)                                      | 19. Juli 2004 | Liberaldemokratische Partei |
| 38 | Jun’ichirō Koizumi                    | 小泉 純一郎                | Koizumi II (Umbildung)                                      | 8. Aug. 2005  | Liberaldemokratische Partei |
| 39 | Mineichi Iwanaga                      | 岩永 峯一                  | Koizumi II (Umbildung)                                      | 11. Aug. 2005 | Liberaldemokratische Partei |
| 40 | Mineichi Iwanaga                      | 岩永 峯一                  | Koizumi III                                                 | 21. Sep. 2005 | Liberaldemokratische Partei |
| 41 | Shōichi Nakagawa                      | 中川 昭一                  | Koizumi III (Umbildung)                                     | 31. Okt. 2005 | Liberaldemokratische Partei |
| 42 | Toshikatsu Matsuoka                   | 松岡 利勝                  | Abe I                                                       | 26. Sep. 2006 | Liberaldemokratische Partei |
| –  | Masatoshi Wakabayashi (kommissarisch) | 若林 正俊                  | Abe I                                                       | 28. Mai 2007  | Liberaldemokratische Partei |
| 43 | Norihiko Akagi                        | 赤城 徳彦                  | Abe I                                                       | 1. Juni 2007  | Liberaldemokratische Partei |
| 44 | Masatoshi Wakabayashi                 | 若林 正俊                  | Abe I                                                       | 1. Aug. 2007  | Liberaldemokratische Partei |
| 45 | Takehiko Endō                         | 遠藤 武彦                  | Abe I (Umbildung)                                           | 27. Aug. 2007 | Liberaldemokratische Partei |
| –  | Akira Amari (kommissarisch)           | 甘利 明                    | Abe I (Umbildung)                                           | 3. Sep. 2007  | Liberaldemokratische Partei |
| 46 | Masatoshi Wakabayashi                 | 若林 正俊                  | Abe I (Umbildung)                                           | 4. Sep. 2007  | Liberaldemokratische Partei |
| 47 | Masatoshi Wakabayashi                 | 若林 正俊                  | Yasuo Fukuda                                                | 26. Sep. 2007 | Liberaldemokratische Partei |
| 48 | Seiichi Ōta                           | 太田 誠一                  | Yasuo Fukuda (Umbildung)                                    | 2. Aug. 2008  | Liberaldemokratische Partei |
| –  | Nobutaka Machimura (kommissarisch)    | 町村 信孝                  | Yasuo Fukuda (Umbildung)                                    | 19. Sep. 2008 | Liberaldemokratische Partei |
| 49 | Shigeru Ishiba                        | 石破 茂                    | Asō                                                         | 24. Sep. 2008 | Liberaldemokratische Partei |
| 50 | Hirotaka Akamatsu                     | 赤松 広隆                  | Hatoyama                                                    | 16. Sep. 2009 | Demokratische Partei        |
| 51 | Masahiko Yamada                       | 山田 正彦                  | Kan                                                         | 8. Juni 2010  | Demokratische Partei        |
| 52 | Michihiko Kano                        | 鹿野 道彦                  | Kan (1. Umbildung) Kan (2. Umbildung)                       | 17. Sep. 2010 | Demokratische Partei        |
| 53 | Michihiko Kano                        | 鹿野 道彦                  | Noda Noda (1. Umbildung)                                    | 9. Feb. 2011  | Demokratische Partei        |
| 54 | Akira Gunji                           | 郡司 彰                    | Noda (2. Umbildung) Noda (3. Umbildung)                     | 4. Juni 2011  | Demokratische Partei        |
| 55 | Yoshimasa Hayashi                     | 林 芳正                    | Abe II                                                      | 26. Dez. 2012 | Liberaldemokratische Partei |
| 56 | Kōya Nishikawa                        | 西川 公也                  | Abe II (Umbildung)                                          | 3. Sep. 2014  | Liberaldemokratische Partei |
| 57 | Kōya Nishikawa                        | 西川 公也                  | Abe III                                                     | 24. Dez. 2014 | Liberaldemokratische Partei |
| 58 | Yoshimasa Hayshi                      | 林 芳正                    | Abe III                                                     | 23. Feb. 2015 | Liberaldemokratische Partei |
| 59 | Hiroshi Moriyama                      | 森山 裕                    | Abe III (1. Umbildung)                                      | 7. Okt. 2015  | Liberaldemokratische Partei |
| 60 | Yūji Yamamoto                         | 山本 有二                  | Abe III (2. Umbildung)                                      | 3. Aug. 2016  | Liberaldemokratische Partei |
| 61 | Ken Saitō                             | 齋藤 健                    | Abe III (3. Umbildung)                                      | 3. Aug. 2017  | Liberaldemokratische Partei |
| 62 | Ken Saitō                             | 齋藤 健                    | Abe IV                                                      | 1. Nov. 2017  | Liberaldemokratische Partei |
| 63 | Takamori Yoshikawa                    | 吉川 貴盛                  | Abe IV (1. Umbildung)                                       | 2. Okt. 2018  | Liberaldemokratische Partei |
| 64 | Taku Etō                              | 江藤 拓                    | Abe IV (2. Umbildung)                                       | 11. Sep. 2019 | Liberaldemokratische Partei |
| 65 | Kōtarō Nogami                         | 野上 浩太郎                | Suga                                                        | 16. Sep. 2020 | Liberaldemokratische Partei |
| 66 | Genjirō Kaneko                        | 金子 原二郎                | Kishida I                                                   | 4. Okt. 2021  | Liberaldemokratische Partei |
| 66 | Genjirō Kaneko                        | 金子 原二郎                | Kishida II                                                  | 10. Nov. 2021 | Liberaldemokratische Partei |
| 67 | Tetsurō Nomura                        | 野村 哲郎                  | Kishida II (1. Umbildung)                                   | 10. Aug. 2022 | Liberaldemokratische Partei |
| 68 | Ichirō Miyashita                      | 宮下 一郎                  | Kishida II (2. Umbildung)                                   | 13. Sep. 2023 | Liberaldemokratische Partei |
| 69 | Tetsushi Sakamoto                     | 坂本哲志 Sakamoto Tetsushi | Kishida II (2. Umbildung)                                   | 14. Dez. 2023 |                             |
| 70 | Yasuhiro Ozato                        | 小里泰弘 Ozato Yasuhiro    | Ishiba I                                                    | 1. Okt. 2024  |                             |
| 71 | Taku Etō                              | 江藤拓 Etō Taku            | Ishiba II                                                   | 11. Nov. 2024 |                             |